# Шестнадцатиугольник
Шестнадцатиугольник, гексадекагон ― многоугольник с 16 углами и 16 сторонами. Как правило, шестнадцатиугольником называют правильный многоугольник, то есть такой, у которого все стороны и все углы равны. В случае шестнадцатиугольника углы равны 157°30′.

## Правильный шестнадцатиугольник

### Формулы
Площадь правильного шестнадцатиугольника со стороной a находится по формуле:
{\displaystyle S=4a^{2}\left(1+{\sqrt {2}}+{\sqrt {4+2{\sqrt {2}}}}\right)=4a^{2}\cdot \cot({\tfrac {\pi }{16}})\approx 20,109358\,a^{2}}
Или, при радиусе описанной окружности R:
{\displaystyle S=4R^{2}{\sqrt {2-{\sqrt {2}}}}=8R^{2}\cdot \sin({\tfrac {\pi }{8}})\approx 3,061467\,R^{2}}
Или, при радиусе вписанной окружности r:
{\displaystyle S=16r^{2}\cdot \tan({\tfrac {\pi }{16}})\approx 3,182598\,r^{2}}
Центральный угол правильного шестнадцатиугольника равен 22°30′.

### Построение
Поскольку 16 ― это степень двойки, правильный шестнадцатиугольник можно построить с помощью линейки и циркуля:

### Разбиение
Гарольдом Коксетером было доказано, что правильный {\displaystyle 2m}-угольник (в общем случае - {\displaystyle 2m}-угольный зоногон) можно разбить на {\displaystyle {\frac {m(m-1)}{2}}} ромбов. Для шестнадцатиугольника {\displaystyle m=8}, так что он может быть разбит на 28 ромбов.
| Разбиение правильного шестнадцатиугольника | Разбиение правильного шестнадцатиугольника | Разбиение правильного шестнадцатиугольника | Разбиение правильного шестнадцатиугольника |
| ------------------------------------------ | ------------------------------------------ | ------------------------------------------ | ------------------------------------------ |
|                                            |                                            |                                            |                                            |

## Неправильные шестнадцатиугольники
Неправильным шестнадцатиугольником является октаграмма:

## Шестнадцатиугольники в искусстве
В начале XVI века Рафаэль Санти впервые построил перспективное изображение правильного шестнадцатиугольника: башня на его картине «Обручение Девы Марии» имеет 16 сторон.